# 母岛
母岛（日语：／ Haha-jima），是日本東京都所属小笠原群岛中的一个岛屿，在小笠原群岛中面积为第二大。该岛面积20.21平方公里，人口450人（2009年）。该岛位于父岛以南50公里。母岛、姊岛、妹岛组成母岛列岛。
该岛的最高点为乳房山，海拔462米。

## 地勢
- 面積：20.21km²
- 人口：450人（2009年）
- 山：乳房山（標高462m：母島最高峰）

## 主要設施
- 母島觀光協會
- 東京都小笠原支廳母島出差所
- 小笠原村母島支所
- 小笠原母島漁業協同組合
- 東京島農業協同組合母島店
- 小笠原村立母島小中學校
- 小笠原村母島診療所
- 母島簡易郵便局
- 警視廳小笠原警察署母島駐在所
- ロース記念館

## 交通
母島起至父島
- - 父島・二見港 伊豆諸島開發「母島丸」 ※「小笠原丸」於父島下船
- - 父島・二見港 - 東京港（竹芝ふ頭） 共勝丸「第二十八共勝丸」（不定期船）

島内交通
公共交通工具（公共汽車・出租車）均無、提供「有償運送」。宿泊問題可先詢問母島觀光協會。

## 名產産
- 百香果

## 動植物
- 鯨（座头鲸及抹香鲸等）、海豚（南半道海豚及嘴長海豚等）

外来種
- 非洲大蝸牛

## 外部連結
维基导游上有關母岛的旅行指南
- 小笠原村 （页面存档备份，存于）
- 母島観光協会 （页面存档备份，存于）
- 小笠原ラム・リキュール株式会社 （页面存档备份，存于）
- 比企農場
- 母島小・中学校